# Guan Weizhen
Guan Weizhen, född 3 juni 1964, är en kinesisk idrottare som tog silver i badminton tillsammans med Nong Qunhua vid olympiska sommarspelen 1992.